# Nettie Honeyball

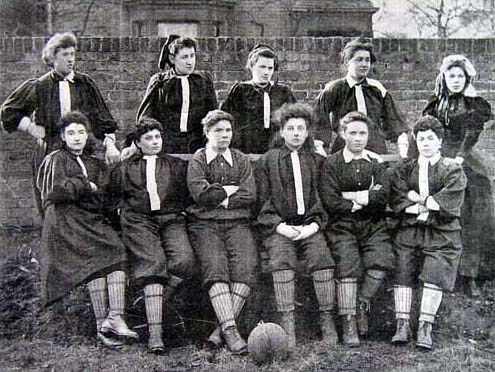
Das Nordengland-Team des British Ladies’ Football Club; Nettie Honeyball stehend, 2. v. l.

Nettie J. Honeyball (* um 1871 in London; †  nach 1901 ebenda) war eine britische Frauenrechtsaktivistin der Viktorianischen Ära und Gründerin der ersten Frauenfußballmannschaft Englands.
Über das Leben und Wirken von Nettie Honeyball ist nur wenig bekannt. Im Jahr 1894 wurde auf ihre Initiative in England der erste Frauenfußballklub – der British Ladies’ Football Club – gegründet. Als dessen erste Präsidentin fungierte die Journalistin und Autorin Florence Dixie.
Am 23. März 1895 sahen ca. 10.000 Besucher das erste Spiel Nordengland gegen Südengland (Endergebnis 7:1) an, die aber weniger an der sportlichen Seite als an der Spielkleidung der Frauen interessiert waren: Die Spielerinnen trugen Hüte sowie Röcke über Knickerbockern, um den Anstand zu wahren. Wegen der Resonanz dieses Spieles wurden von verschiedenen Organisatoren weitere Spiele veranstaltet, die sich dadurch hohe Einnahmen erhofften. 1902 verbot jedoch der englische Fußballverband seinen Vereinen solche Spiele auszutragen, da dieser Sport in seinen Augen zu rau und zu männlich war.